# Liste der Biografien/Bect
Liste der Biografien |
Portal Biografien |
Personensuche
# |
A |
B |
C |
D |
E |
F |
G |
H |
I |
J |
K |
L |
M |
N |
O |
P |
Q |
R |
S |
T |
U |
V |
W |
X |
Y |
Z |
?
 
Ba |
Be |
Bd |
Bg |
Bh |
Bi |
Bj |
Bl |
Bm |
Bn |
Bo |
Br |
Bs |
Bu |
Bw |
By |
Bz
 
Bea–Beb |
Bec |
Bed |
Bee |
Bef |
Beg |
Beh |
Bei |
Bej |
Bek |
Bel |
Bem |
Ben |
Beo |
Bep |
Beq |
Ber |
Bes |
Bet |
Beu |
Bev |
Bew |
Bex |
Bey |
Bez
 
Beca |
Becc |
Bece |
Bech |
Beci |
Beck |
Becl |
Becm |
Becn |
Beco |
Becq |
Becr |
Becs |
Bect |
Becu |
Becv |
Becz
Die Liste der Biografien führt alle Personen auf, die in der deutschsprachigen Wikipedia einen Artikel haben. Dieses ist eine Teilliste mit 5 Einträgen von Personen, deren Namen mit den Buchstaben „Bect“ beginnt.

## Bect

### Becto
- Becton, Clarence (1933–2022), US-amerikanischer Jazzmusiker (Schlagzeug)
- Becton, Frank (1873–1909), englischer Fußballspieler
- Becton, Frederick J. (1908–1995), amerikanischer Militär, Konteradmiral der United States Navy
- Becton, Julius W. Jr. (1926–2023), US-amerikanischer Offizier, Generalleutnant der US-ArmyJulius W. Becton Jr. (1926–2023)

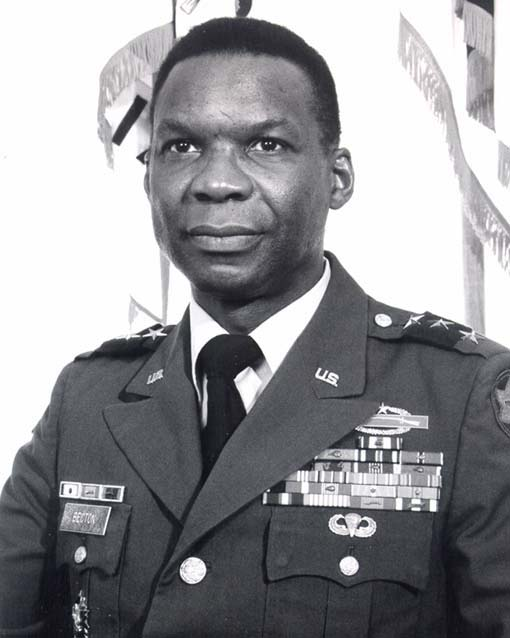
Julius W. Becton Jr. (1926–2023)

- Becton, Mekhi (* 1999), US-amerikanischer American-Football-Spieler